# ザ・プリンス パークタワー東京
ザ・プリンス パークタワー東京（ザ・プリンス パークタワーとうきょう、英: The Prince Park Tower Tokyo）は、東京都港区芝公園にあるプリンスホテル運営のホテル。地上33階、地下3階建て、高さ104.40メートル。

## 概要
プリンスホテルグループにおいて上級グレードの宿泊施設である「ザ・プリンス」シリーズの1つ。芝公園や増上寺、東京タワーに隣接している。
建物中央部は新横浜プリンスホテルや札幌プリンスホテルと同様にほぼ全層（地下1階から32階）吹き抜けの構造となっている。
設計は丹下憲孝（丹下都市建築設計）、客室内装は村野・森建築事務所。施工は鹿島建設。
西武グループ再編前に開業した最後のプリンスホテルであり、このホテル以降は2014年に開業した「ザ・プリンス軽井沢ヴィラ」まで新規開業が行われていなかった。

## 沿革
2005年、徳川家霊廟のうち台徳院、崇源院等跡に存在した芝ゴルフ場跡地に「東京プリンスホテル パークタワー」として開業。
2007年、プリンスホテルのブランド再編により現在の名称に改称。
2016年より2018年まで、国内外から訪れる多くの人の幅広いニーズに対応するため、客室590室やロビーのリニューアルを行なった。これにより、プリファード ホテルズ&リゾーツが展開する5つのコレクションの中でも、一歩進んだパーソナルサービスによって記憶に残る体験を提供するホテルとして認められる「LVX（ラックス）」に新たに加わった。

## 施設
- 客室603室
- レストラン＆バー12
- 宴会場
  - 中宴会場スカイバンケット
    - 最上階33階にある。以下の各宴会場は地下2階にある[5]。

  - 大宴会場
    - ボールルーム、コンベンションホール
      - ボールルーム、コンベンションホールともに2394平米であり、日本のホテルにある単一の空間の宴会場としては日本最大級である[6][7]

  - 中宴会場・会議室
    - いちょう、きんもくせい、さくら、さざんか、しゃくなげ、はなみずき、やまぼうし

  - 小宴会場
    - あやめ、ききょう、つつじ、ばら、ゆり
- 駐車場603台

ほかに、チャペル、神殿、スパ&フィットネス、天然温泉、ボウリングサロンなどがある。

## アクセス
- JR線・東京モノレール 浜松町駅徒歩12分
- 都営地下鉄浅草線・都営地下鉄大江戸線 大門駅徒歩9分
- 都営地下鉄大江戸線 赤羽橋駅徒歩2分
- 都営地下鉄三田線 芝公園駅徒歩3分

- 東京駅から約4km、約10分（平常時）
- 羽田空港から約16km、約15分（平常時）
- 成田空港から約80分（平常時）

- 浜松町駅と大門駅から無料シャトルバスを運行している。（東京プリンスホテル経由もあり）

## その他
芸能人の結婚披露宴が多数行われていることでも知られる。
- 2008年
  - 相田翔子[8]
  - 小池栄子＆坂田亘[9]
- 2009年
  - 松本人志＆伊原凛[8][10]
- 2010年
  - 市川海老蔵＆小林麻央[8][11][12]
- 2012年
  - 東貴博＆安めぐみ[13]
- 2018年
  - 和田正人＆吉木りさ[14][15]
  - 槙野智章＆高梨臨[16][17]

## 問題
2025年4月17日、ザ・プリンス パークタワー東京など都内の大手ホテルを運営する15社が「Front　Reservation会」と呼ばれる会合にて客室単価などの内部情報を共有していたことがわかり、公正取引委員会が独占禁止法違反（不当な取引制限）の疑いで警告を出す方針を固めたことがわかった。